# Réseau mondial d'alerte et d'action en cas d'épidémie
 (août 2014).
Si vous disposez d'ouvrages ou d'articles de référence ou si vous connaissez des sites web de qualité traitant du thème abordé ici, merci de compléter l'article en donnant les références utiles à sa vérifiabilité et en les liant à la section « Notes et références ».
GOARN est l'acronyme de "Global Outbreak Alert and Response Network"

C'est le réseau mondial d'alerte et d'action en cas d'épidémie créé par l’OMS en avril 2000 pour aider les pays à gérer les crises épidémiologiques ou pandémiques.

## À quoi sert ce réseau?
- L’OMS définit le réseau GOARN comme un dispositif de collaboration entre des institutions et des réseaux qui mettent en commun leurs ressources humaines et techniques pour identifier et confirmer rapidement les épidémies de portée internationale, et y répondre dans les plus brefs délais.
- Il a pour objet d’aider l’OMS et au-delà les pays et autorités sanitaires à anticiper, tant que faire se peut, les menaces d’épidémie ou de pandémie et à y répondre au mieux,

* en luttant contre la propagation internationale des épidémies ou des maladies émergentes.
* en veillant à ce que les États touchés bénéficient rapidement d’une assistance technique appropriée
* en contribuant à la préparation aux épidémies et au renforcement des capacités à long terme.
- Ce réseau est inscrit dans le cadre de l'Unité Alerte et action de CSR.
- Des protocoles relatifs à la structure, au fonctionnement et aux mécanismes de communication du réseau ont aussi été mis en place pour améliorer la coordination entre les partenaires.

## Animation
- L'OMS assure le secrétariat du Réseau, lequel est animé par un comité directeur, composé de partenaires qui encadrent son développement.

Les partenaires se sont réunis pour la 1re fois à Genève lors de la création du réseau en avril 2000, sur le thème de l'alerte et de l’action mondiales et pour étudier les nouveaux partenariats possibles en s'appuyant sur ceux existant. L'OMS a aussi renforcé les capacités du réseau en mettant en place des équipes régionales et sous-régionales qui initient la riposte sur le terrain avec l’OMS et les partenaires du réseau.

## Partenaires
Ce sont, outre le personnel de l'OMS, les établissements scientifiques des États Membres, réseaux sanitaires et de surveillance, réseaux techniques régionaux, réseaux de laboratoires et organismes du système de l’ONU (l’UNICEF, HCR..), ainsi que la Croix-Rouge (Comité international de la Croix-Rouge, Fédération internationale des sociétés de la Croix-Rouge et du Croissant-Rouge) et d'ONG humanitaires (Médecins sans frontières, Comité international de secours, Merlin et Epicentre), au d’autres structures capables de contribuer à la veille, l'alerte et à l’action en cas d’épidémie.

## Principes
Le réseau produit des cadres et principes directeurs de l'alerte et de l'action, traduits notamment par des protocoles opérationnels visant à :
- standardiser pour mieux les mettre en commun et les croiser les activités relatives à l'épidémiologie, aux laboratoires, à la prise en charge clinique, à la recherche, aux communications, au soutien logistique, à la sécurité, à l'évacuation et aux systèmes de communication.
- fixer des normes pour la riposte aux épidémies.
- mieux coordonner l’aide internationale qui accompagne les actions locales des partenaires du réseau

Il s’agit notamment d’améliorer la sécurité, les communications, et les procédures administratives facilitant le déploiement rapide et coordonné des équipes internationales sur le terrain.

## Actions
Depuis l’an 2000 jusqu’à mars 2006, l'OMS et GOARN ont réagi à plus de 50 événements dans le monde, dans près de 40 pays, en envoyant sur place plus de 400 experts, en particulier sur le thème de la grippe aviaire.

## Axes stratégiques en développement
• Renforcement du réseau et ciblage régional, pour une adaptation rapide et plus multi-disciplinaire.
• Développement accru d'expertises particulières, dont capacité de diriger les équipes répondant à une épidémie, gestion intégrée des données, logistique, communications et procédures administratives de terrain.
• Amélioration de la collaboration OMS/GOARN et mise en réseau virtuelle